# Thomas Coke
Thomas Coke (Brecon, 9 de septiembre de 1747-Alta mar, 3 de mayo de 1814) fue el primer obispo metodista. Nacido en Gales, fue ordenado sacerdote anglicano en 1772, pero expulsado de la curia en South Petherton por sus ideas metodistas. Posteriormente, conoció a John Wesley en 1776, con quien cofundó la iglesia Metodista en Estados Unidos para luego extenderla por todo el mundo, siendo en el siglo XIX cuando se extendió por todo el mundo.

## Biografía
Nació en una familia adinerada de Gales. Estudió en el Jesus College, de la Universidad de Oxford, donde se doctoró en Doctor en Ley Civil en 1775. Se desempeñó como alcalde de Brecon, en 1772. Ordenado sacerdote anglicano, fue expulsado del sacerdocio cuando comenzó a tomar ideas de John Wesley para ejercer el sacerdocio, como las predicaciones abiertas, lo que motivó su expulsión el domingo de Pascua de 1777.
Conoció a John Wesley en agosto de 1776, y desde entonces se convirtió en uno de sus colaboradores más cercanos. Wesley llamaba a Coke «la pulga», porque decía que siempre se encontraba merodeando en sus misiones.
Lo designó Superintendente del Distrito de Londres en 1780 y presidente de la iglesia Metodista en Irlanda en 1782, puesto que ocuparía en diversas oportunidades posteriormente. Fue encargado de la organización de las misiones metodistas en el recién independiente Estados Unidos, designado por Wesley cuando aún no tenía título de obispo para hacerlo de acuerdo a las normas metodistas. Fue quien organizó el Congreso metodista de Baltimore en 1784 y como tal fue quien nombró a Francis Asbury como superintendente para el nuevo mundo en uno de sus nueve viajes. Tuvo frecuentes disputas con Asbury, aunque siempre fue partidario de mantener la unidad de todos los metodistas en el mundo. Ambos fueron posteriormente consagrados obispos en 1787 por la Conferencia Metodista Americana.
Falleció en altamar en un barco que lo llevaba a una misión metodista que él mismo financió en la India el 3 de mayo de 1814, cuando el primer ministro Robert Jenkinson le negó otorgarle el título de obispo anglicano para la India.